# Біметалева пластина

Зміна радіуса закручування спіральної біметалевої пластини в залежності від температури

Біметале́ва пласти́на — пластина, виготовлена з біметалу чи з механічно скріплених пластин двох різних металів. Як правило, використовується як основна частина термомеханічного давача.

## Будова

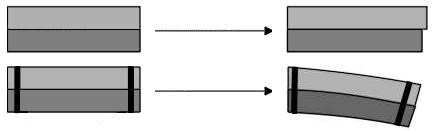
Якщо обидва кінці біметалічної пластини скріплені заклепками, при збільшенні температури пластина згинається

Конструкція являє собою відрізок стрічки з біметалу. Один кінець стрічки, як правило, нерухомо закріплений у корпусі пристрою, а інший — переміщається в залежності від температури пластини.
Зустрічаються пристрої, що складаються з двох пластин різнорідних металів, закріплених одними кінцями і скріплених (заклепуванням, паянням або зварюванням) інших кінців. При зміні температури за рахунок різниці у коефіцієнтах теплового розширення матеріалів скріплений кінець пластин переміщається.
Роботоздатні в широкому діапазоні температур.

## Історія
Біметалева пластина, ймовірно, винайдена у вісімнадцятому столітті годинникарем Джоном Гаррісоном для його третьої конструкції морського хронометра (H3) у 1759 році для компенсації температурних змін балансування пружини. Перші зразки конструкції винахідник виготовляв шляхом сполучення двох смуг металу заклепками, але пізніше ним була застосована технологія безпосереднього злиття розплавленої латуні із сталевою підкладкою. Пластина цього типу була встановлена у конструкції останнього хронометра H4. За його винахід йому встановлено меморіальну дошку у Вестмінстерському абатстві в Англії.

## Застосування

### Термостатиі захисні пристрої
Біметалева пластина використовується для керування електричними контактами, що замикають чи розмикають електричний ланцюг нагрівача з метою підтримання температури на заданому рівні. У випадку захисних пристроїв — аварійно відключають електроживлення навантаження.
Використання класичної конструкції забезпечує поступове зведення-розведення контактів, що приводить до іскріння і обгоряння контактів, а конструкція з використанням механічної біфуркації може спрацьовувати стрибкоподібно, відразу переміщаючи контакт на декілька міліметрів (зазвичай, чути клацання від таких перемикань чути при роботі праски чи електричного запобіжника).
Застосовуються як пристрої захисту: від перегрівання (наприклад в електрочайнику) або від перевищення сили струму (запобіжники). Можуть бути як самовідновлювані, так і вимагати втручання обслуговчого персоналу для повернення запобіжника у включений стан.

### Генератори імпульсів та реле часу
Використовується біметалева пластина з контактом і з підігрівачем (застосовується обмотка з високоомного провідника або сама пластина, по якій пропускають електричний струм).
Застосовується для перемикання режимів роботи пристроїв після їх включення (наприклад, у стартерах люмінесцентних лампах і електродвигунах). У цьому випадку нагрівання пластини триває увесь час, поки пристрій включено.

### Термометри

Схема термометра на основі біметалевої пластини

У конструкції термометра довга згорнута спіраллю стрічка з біметалу закріплюється в центрі. Інший (зовнішній) кінець спіралі переміщається вздовж шкали, розміченій в градусах температури. Такий термометр, на відміну від рідинного (наприклад, ртутного чи спиртового) абсолютно нечутливий до змін зовнішнього тиску і механічно міцніший та витриваліший.
У термографах біметалева пластина через систему важелів управляє пером самописця, котре малює графік зміни температури у часі (застосовується в метеорології).
Аналогічна конструкція використовується в інжекторних системах двигунів внутрішнього згорання для керування заслінкою подачі повітря в залежності від ступеня прогрівання двигуна.

### Електровимірювальні прилади
Використовується як різновид біметалічного термометра з підігрівачем. У залежності від схеми включення може бути вольтметром чи амперметром. При роботі споживає енергію, зате зовсім не містить тертьових механічних частин. Прості, вібростійкі, мало чутливі до забруднень та вологості. Досі широко застосовуються в автомобільній електроніці.

## Розрахунки
Кривина біметалевої балки може бути розрахована за формулою:
{\displaystyle \kappa ={\frac {6E_{1}E_{2}(h_{1}+h_{2})h_{1}h_{2}\epsilon }{E_{1}^{2}h_{1}^{4}+4E_{1}E_{2}h_{1}^{3}h_{2}+6E_{1}E_{2}h_{1}^{2}h_{2}^{2}+4E_{1}E_{2}h_{2}^{3}h_{1}1+E_{2}^{2}h_{2}^{4}}}}
Де {\displaystyle E_{1}} і {\displaystyle h_{1}} модуль Юнга і товщина першого матеріалу і {\displaystyle E_{2}} та {\displaystyle h_{2}} модуль Юнга і товщина другого матеріалу. {\displaystyle \epsilon } різниця деформацій, обчислена за:
{\displaystyle \epsilon =(\alpha _{1}-\alpha _{2})\Delta T\,}
де α1 коефіцієнт теплового розширення першого матеріалу і α2 коефіцієнт теплового розширення другого матеріалу. ΔT приріст температури відносно початкової, при якій балка не має вигину.